# Гнатюк Михайло Іванович
Гнатю́к Миха́йло Іва́нович (нар. 4 березня 1947, с. Заріччя Івано-Франківської області) — український вчений, філолог-україніст, історик та теоретик літератури, літературознавець, доктор філологічних наук, голова Міжнародної асоціації франкознавців.

## Біографія
У 1961 році закінчив 8 класів у 8-річній школі с. Заріччя. З 9 по 11 клас до 1964 року навчався у Делятиській середній школі. З вересня 1964 р. до липня 1965 р. працював столяром меблевого цеху Делятинського лісокомбінату. 1965 рік — вступ до Львівського університету. У 1970 році закінчив філологічний факультет Львівського університету [Архівовано 10 червня 2013 у Wayback Machine.]. Після закінчення навчання у 1970—1972 служба у війську.

## Кар'єра
Після повернення з армії у 1972 р. працює лаборантом кафедри української літератури Львівського університету [Архівовано 13 серпня 2020 у Wayback Machine.].
У 1973—1980 рр.— асистент, а з 1980—1981 рр.— старший викладач цієї ж кафедри.
У 1980 р.— здобуває звання кандидата філологічних наук (тема дисертації: «Українська радянська літературна критика 1941-45 рр.»).
У 1980-х рр. — член КПРС.
1981-82 рр.— працював запрошеним доцентом університету м. Ляйпціґ. 1985—2002 рр.— доцент кафедри української літератури Львівського університету. 1986-95 рр.— декан філологічного факультету. 2002—2003 рр.— доцент кафедри теорії та порівняльного літературознавства Львівського університету. 2003 р.— доктор філологічних наук (тема роботи: «Літературознавчі концепції Івана Франка у контексті теоретико-літературних пошуків другої половини ХІХ — початку ХХ ст»). З 2003 року професор кафедри теорії літератури та порівняльного літературознавства [Архівовано 31 січня 2018 у Wayback Machine.] Львівського національного університету імені Івана Франка. У 2009 році був запрошеним професором університету в м. Брно.
Читав курси у Острозькій академії, Київському університеті ім .Шевченка, Одеському університеті ім. Мечнікова, Хмельницькому університеті.

## Наукові інтереси
Теорія літератури, історія української літератури, історія українського літературознавства, франкознавство, українсько-австрійські, українсько-німецькі, українсько-польські, українсько-чеські літературні зв'язки.
Михайло Гнатюк не обмежує себе лише науково-педагогічною роботою. Його знають також як активного громадського діяча — першого заступника голови Львівського обласного відділення товариства «Україна–Світ», заступника голови Львівського суспільно-культурного товариства «Гуцульщина», голову колегії журналу «Ґражда», заступника головного редактора збірників «Українське літературознавство» й «Вісник Львівського університету [Архівовано 18 березня 2020 у Wayback Machine.]: Серія книгознавство, бібліотекознавство та інформаційні технології» та ін.

## Нагороди
Лауреат премії Воляників-Швабінських (2000 рік, США)
За заслуги у розвитку франкознавства нагороджений орденом «За заслуги» ІІІ ступеня (2006 рік)
Заслужений діяч науки і техніки України (2018 рік)

## Сім'я
- Дружина Ірина Олександрівна Гнатюк (до шлюбу Музичук; *1954 р.) — біохімік, з 1979 по 2005 рік працювала викладачкою Львівського державного медичного коледжу ім. Андрея Крупинського [Архівовано 19 травня 2017 у Wayback Machine.], читала курс «лабораторної діагностики».
- Дочка Оксана Михайлівна Гнатюк (*1976 р.) — юрист — міжнародниця, присяжна перекладачка, працює у Мюнхені.

## Публікації
Автор 360 наукових праць, серед яких 6 монографій та 4 підручники:
1. Гнатюк М. Критик, що поміняв перо на зброю (літературно-критична діяльність Миколи Євшана (Федюшки). — Львів, 1995.
2. Гнатюк М. Літературознавчі концепції в Україні ІІ пол. ХІХ — поч. ХХ ст. — Львів, 2002. — 205 с.
3. Історія української літератури: у 2-х кн. ; за ред. О. Гнідан. — К. : Либідь, 2006. — С. 400—415, 429—436.
4. Гнатюк М. Іван Франко і проблеми теорії літератури. — К., 2010 [Архівовано 24 квітня 2017 у Wayback Machine.].
5. Спогади про І. Франка / Упорядкув., комент. і вступ ст. М. Гнатюка. — Львів: Каменяр, 2011. — 832 с.
6. Возняк М. Історія української літератури / Упорядкув., комент. і вступ ст. М. Гнатюка. — Київ: Світ, 2011. — 940 с.
7. Гнатюк М. Історія української літературної критики (ХІХ — поч. ХХ ст.): Підручник / Михайло Гнатюк. — Львів — Брно, 2013. — 180 с.

Останні публікації:
1. Гнатюк М. Осип Маковей — письменник, редактор, літературознавець / Михайло Гнатюк // Дивослово. — 2013. — № 3. — С. 51 — 56 (0,5 др. арк.) [Архівовано 29 березня 2017 у Wayback Machine.].
2. Гнатюк М. Франкова теорія рецепції художнього твору і деякі проблеми рецептивної естетики / Михайло Гнатюк // Слово і час. — 2013. — № 7. — С. 37 — 46 (0,8 др. арк.).
3. Гнатюк М. Леся Верховинка з Делятина / Михайло Гнатюк // До Делятина на крилах мрій. — Львів: Каменяр. — 2013. — С. 3 — 9 (0,5 др. арк.).
4. Гнатюк М. Леся Верховинка повертається / Михайло Гнатюк // Дзвін. — 2013. — № 4. — С. 134—137 (0,5 др. арк.).
5. Гнатюк М. Заміри глибини / Михайло Гнатюк // Франко. Перезавантаження. — Дрогобич: Коло. — 2013. — С. 51 — 60 (1 др. арк).
6. Гнатюк М. Геополітичні погляди Юрія Липи / Михайло Гнатюк // Шості липівські читання. — Одеса-Київ. — 2012. — С. 93 — 102 (0,8 др. арк.).
7. Гнатюк М. Де ви поховались, земляки? / Михайло Гнатюк // День. — 2013. — № 145—146. — 16 — 17 серпня 2013 (0,6 др. арк.).
8. Гнатюк М. І. Франко і Т. Масарик: Мойсеї своїх народів / Михайло Гнатюк // Slavica Literaria. — Brno. — 2013. — № 1 — 2. — S. 244—247.
9. Гнатюк М. Один з когорти Івана Франка (С. Єфремов) / Михайло Гнатюк // Літературознавство. Фольклористика. Культурологія: зб. наук. праць. До 60-річного ювілею літературознавця, доктора філологічних наук, проф. В. Поліщука. — Черкаси, 2013. — С. 195—212 (0,5 др. арк.).
10. Гнатюк М. Вчений, публіцист, педагог, вихователь молоді / Михайло Гнатюк // Мистецтво збагнути день. Спогади про В. Здоровегу. — Київ: Експрес–Поліграф, 2013. — С. 30 — 33 (0,5 др. арк.).
11. Гнатюк М. Українсько-німецький білінгвізм: пограниччя чи діалог ідентичностей [Архівовано 7 березня 2022 у Wayback Machine.] / Михайло Гнатюк // Вісник Львівського університету. Серія філологічна. — 2014. — Вип. 60. — Ч. 1. — С. 10–19 (0,5 др. арк.).
12. Гнатюк М. Іван Франко та Борис Грінченко в українському літературному житті 90-их рр. ХІХ ст.] / Михайло Гнатюк // Літературний процес: методологія, імена, тенденції: зб. наук. пр. (філол. науки) / Київ. ун-т ім. Б. Грінченка. — 2014. — № 3. — С. 77 — 84 (0,5 др. арк.).
13. Гнатюк М. Богдан Лепкий — син Золотого Поділля / Михайло Гнатюк // Дивослово. — 2014. — № 1. — С. 44 — 49 (0,5 др. арк.).
14. Гнатюк М. Його злети і падіння (до 200-річчя від дня народження Якова Головацького) / Михайло Гнатюк // Дзвін. — 2014. — № 11-12. — С. 126—131 (0,7 др. арк.).
15. Гнатюк М. О. Бандровська. Модернізм: між минулим і майбутнім: антропологічний дискурс англійського роману / М. Гнатюк // Вісник Львівського університету. Серія іноз. мови. — 2014. — Вип. 22. — С. 259—260 (0,2 др. арк.). [Архівовано 24 квітня 2017 у Wayback Machine.]
16. Гнатюк М. Тема війни у творах Тимофія Бордуляка / Михайло Гнатюк // Українське літературознавство. — 2013. –Вип. 77. — С. 279—285 (0,5 др. арк.) [Архівовано 24 квітня 2017 у Wayback Machine.].
17. Гнатюк М. Одна зі значних постатей жіночої прози в Галичині [передмова] / М. Гнатюк // Катря Гриневичева. Візія стрічі: зб. творів. Т. 1. — Львів: Сполом, 2014. — С. 9 — 14 (0,5 др. арк.).
18. Гнатюк М. Галицьке шевченкознавство 60-90-их рр. ХІХ ст. / Михайло Гнатюк // Дзвін. — 2014. — № 3. — . 126—131 (0,5 др. арк.).
19. Гнатюк М.Учитель учителів (Професор Василь Лесин) / Михайло Гнатюк // Наука доброчинності. — Київ: Академвидав, 2014. — С. 160—163 (0,5 др. арк.).
20. Hnatiuk M. Iwan Franko und A. Černý in der Entwicklung der modernen ukrainischen und tschechichen Druckmedien Ende des 19. — Anfang des 20. Jahrhunderts («Літературно-науковий вістник», «Slovanský přehled» / M. I. Hnatiuk // Střední Evropa včera a dnes: proměny koncepcí. — Brno, 2015. — S. 361—370 (0,7 др. арк.).
21. Гнатюк М. Повноважний представник української літератури у Польщі (Б. Лепкий) / М. Гнатюк // Omagin profesorolui Ioan Rebuşapcă la 80 de ani. — Bucureşti, 2015. — S. 201—210 (0,6 др. арк.).
22. Гнатюк М. Тарас Шевченко в осмисленні шведського вченого / Михайло Гнатюк // Вісник Львівської комерційної академії. Сер. гуманітар. науки. — 2015. — Вип. 12. — С. 27 — 33 (0,6 др. арк.).]
23. Гнатюк М. Ой на горі на Маківці б'ються січовії стрільці / М. Гнатюк // Гражда. — 2015. — № 2(38). — С. 6 — 9 (0,3 др. арк.).
24. Гнатюк М. Редактор з-над синього Прута (редакторська та літературознавча діяльність Осипа Маковея) / Михайло Гнатюк // У пошуках істини: зб. на пошану Володимира Антофійчука. — Чернівці, 2015. — С. 349—358 (0,7 др. арк.).
25. Гнатюк М. Заміри глибин. Франкознавчі студії [Текст] / М. Гнатюк. — Львів: Світ, 2016. — 372 с.
26. Гнатюк М. Родина Левицьких: священики, митці, педагоги / Михайло Гнатюк ; М-во освіти і науки України, ДВНЗ ”Прикарпат. нац. ун-т ім. В. Стефаника”, Пед. ф-т, Івано-Франків. осередок Укр. біогр. т-ва. — Івано-Франківськ : Фоліант, 2017. – 114 с. [Архівовано 4 серпня 2020 у Wayback Machine.]